# یوپال
یوپال (به اسپانیایی: Yopal) یک سکونتگاه مسکونی در کلمبیا است که در بخش کاساناره واقع شده‌است.

## خصوصیات
یوپال ۲٬۷۷۱ کیلومترمربع مساحت و ۱۱۸٬۴۸۴ نفر جمعیت دارد و ۳۵۰ متر بالاتر از سطح دریا واقع شده‌است.